# Cú đấm thẳng

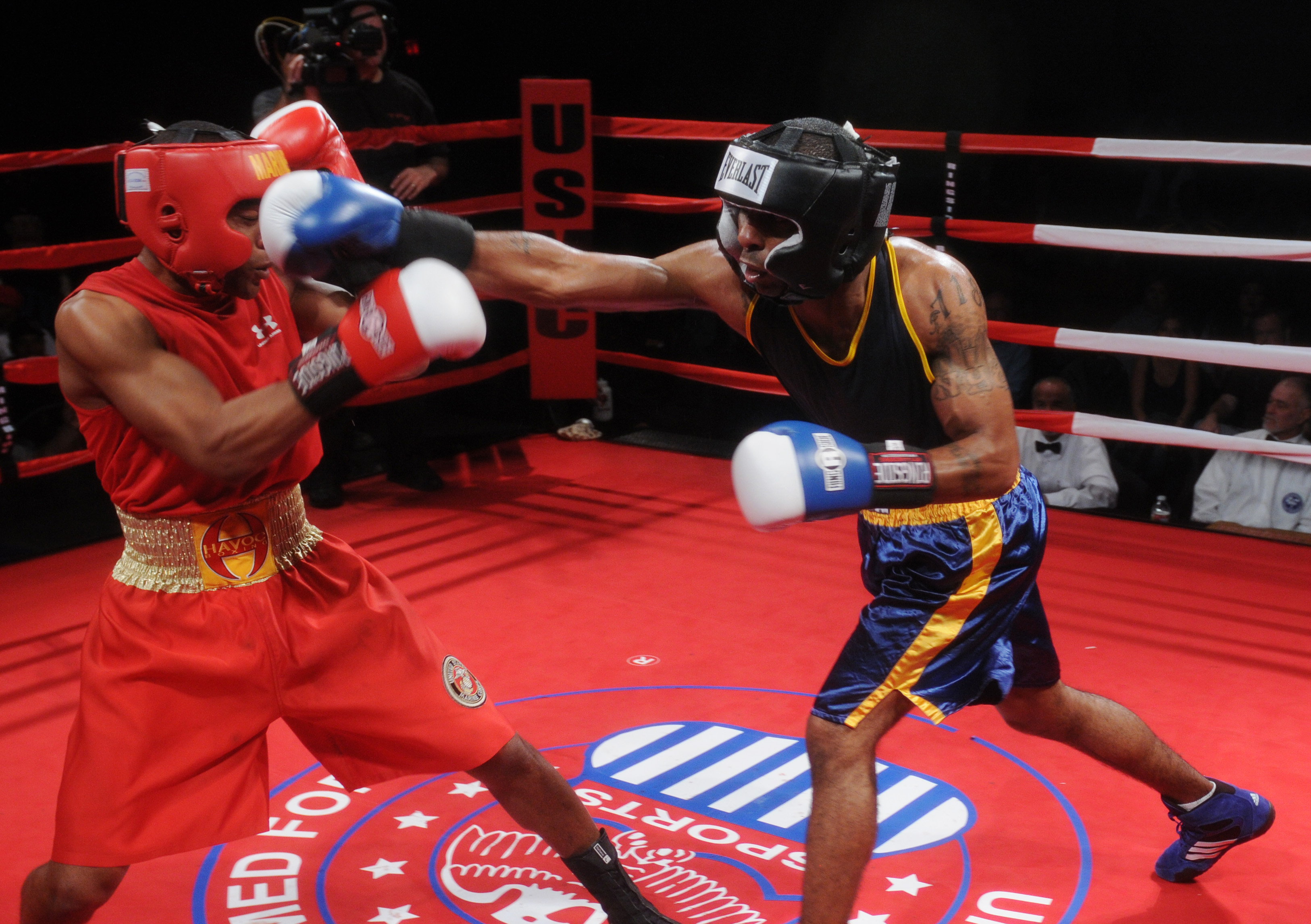
Một cú đấm thẳng bằng tay sau vào mặt đối thủ

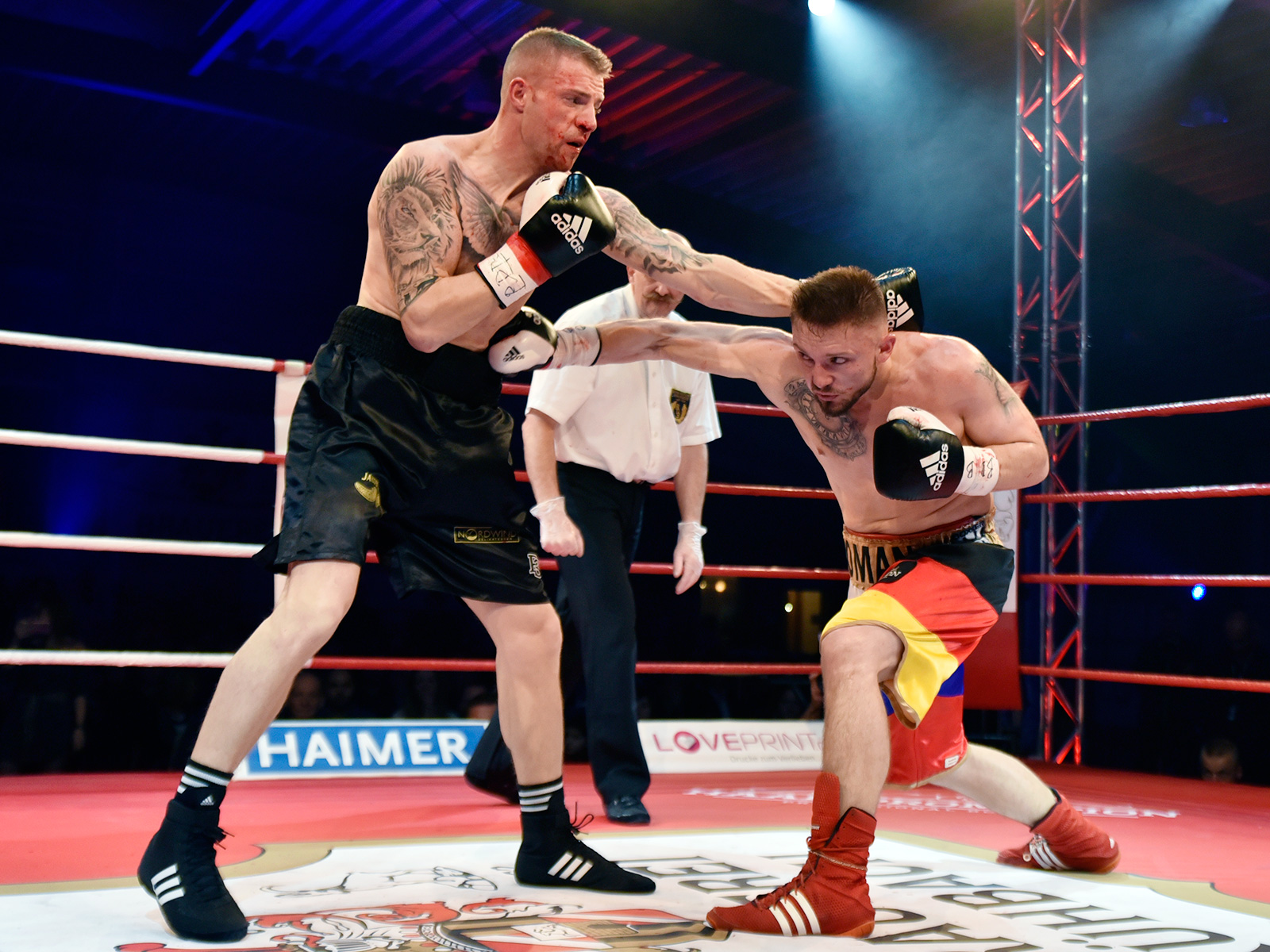
Một cú đấm thẳng bằng tay sau vào vùng bụng

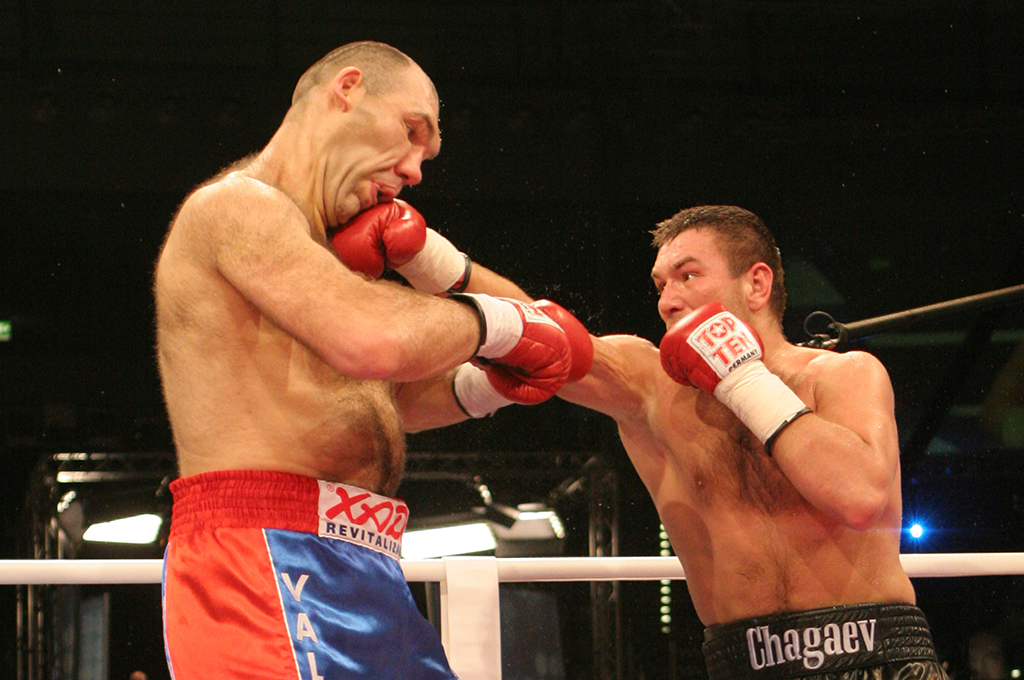
Một cú đấm thẳng vào vùng mặt của võ sĩ Ruslan Chagaev

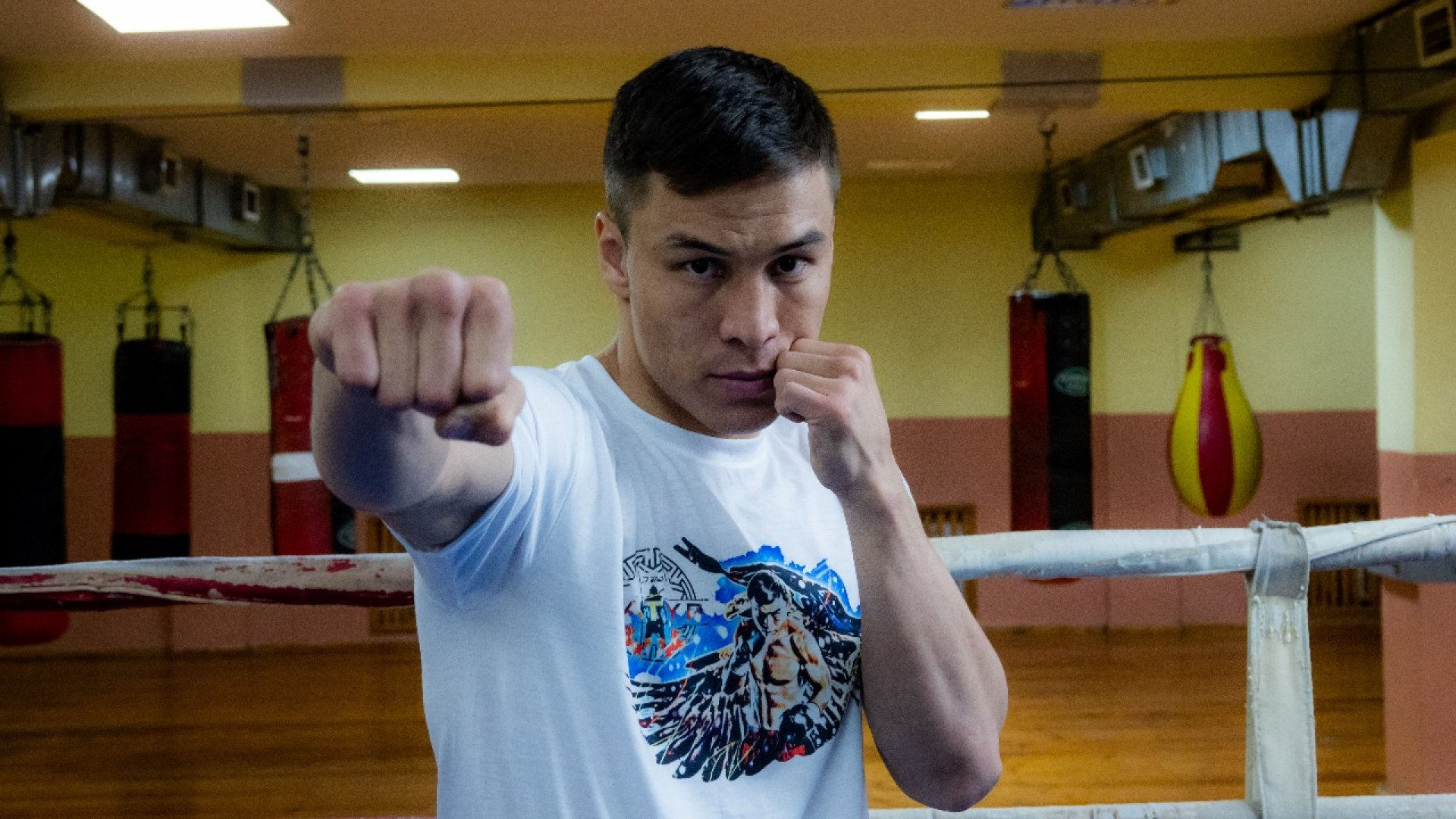
Tư thế nắm đấm trong đòn đấm thẳng

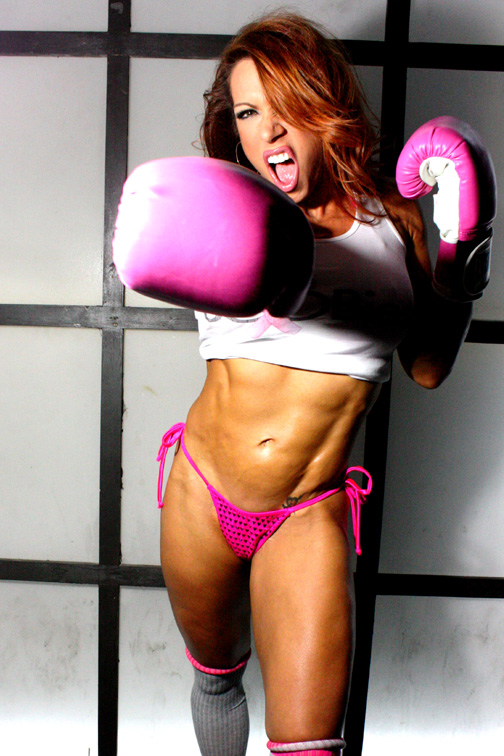
Diễn cảnh một cú đấm thẳng

Cú đấm thẳng (Straight/Cross) hay còn gọi là cú đấm bằng tay sau (Rear hand punch) hay cú đấm số 2 là những cú đấm thường được tung ra bằng tay thuận và là được xếp vào nhóm những cú đấm hạng nặng tương tự như cú đấm xốc (Uppercut) và cú đấm móc (Hook) trong bộ môn đấm bốc. Thống kê của Compubox, một hệ thống tính điểm cú đấm được máy tính hóa khi đo đạc đã tính ra cú đấm thọc (Jab) và cú đấm thọi (cú đấm số 2) là những cú đấm mạnh do biên độ phát lực từ cánh tay ở cú đấm số 2 đến đối thủ có khoảng cách dài hơn tạo biên độ vung tay rộng và có thời gian dồn trọng tâm, duỗi tay để ra một cú thọi thẳng. Trong tiếng Anh, cú đấm thẳng có tên là "Cross" với nghĩa đen là cú đấm chéo/cú đấm xéo, chỉ về một cú đấm vặn sườn do đặc trưng của cú đánh này là phát lực bằng động tác xoay người nhanh và mạnh tạo điểm bùng nổ thay vì chỉ nghiêng người thẳng tay như cú đấm thọc. 
Từ tư thế phòng thủ, tay sau được tung ra từ cằm, di chuyển về phía mục tiêu theo đường thẳng. Vai sau tiến về phía trước và chạm sượt vào bên ngoài cằm (vai áp vào má). Để che chắn, tay trước có thể được thu lại và gập vào mặt để bảo vệ cằm trong. Để tăng thêm sức mạnh, thân và hông xoay ngược chiều kim đồng hồ (đối với tay phải thuận và theo chiều kim đồng hồ đối với tay trái thuận) khi tung đòn đấm thẳng. Trọng lượng cũng được chuyển từ chân sau dồn sang chân trước, khiến gót chân sau xoay ra ngoài để truyền trọng lượng (chân sau sẽ kiễng lên để dồn lực cho chân trước tựa hồ như đang đạp vào một cái bàn đạp), kết hợp với xoay cơ thể và chuyển trọng tâm đột ngột là những gì tạo nên sức mạnh và uy lực của cú đấm thẳng, nhất là khi đấm bồi. Về mặt hiệu quả thì một cú đấm thẳng vẫn là một trong những đòn đánh hạ gục phổ biến nhất trong các môn môn thể thao chiến đấu bao gồm quyền Anh, Kickboxing và MMA.

## Kỹ thuật
Bắt đầu bằng tư thế thủ, nếu một võ sĩ thuận tay phải (tư thế căn bản), tay trái của người đó sẽ là tay dẫn hướng và tay phải là tay thủ sau (tay ra đòn). Đối với một võ sĩ thuận tay trái (tư thế thủ trái) thì chuyển thế thủ đổi tay. Từ điểm che chắn, tay sau động thủ từ cằm, vặn người và hướng thẳng nhắm về phía mục tiêu, vai sau đẩy về phía trước (nhô vai lên và rướn vai về trước) sao cho phần vai áp sượt qua má, duỗi cánh tay hướng về mục tiêu để tung cú đấm. Ngay sau khi chạm mục tiêu, tay đánh liền rút về và bo sát vào mặt đồng thời thu cằm lại để bảo vệ phần hàm dưới. Để có thêm sức mạnh, thân và hông được xuay ngược chiều kim đồng hồ khi tung đòn. Tư thế lý tưởng của một cú đẩm thẳng duỗi tay hết mức, đầu gối và bóng của bàn chân trước nằm trên cùng một mặt phẳng thẳng đứng. Ở đòn đấm thẳng này, trọng lượng cũng được dịch chuyển từ bàn chân sau sang bàn chân lái (chân dẫn hướng), gót chân sau quay ra ngoài vì nó đóng vai trò như một điểm tựa để truyền dẫn sức nặng. 
Chuyển động cơ thể và dịch chuyển trọng lượng đột ngột mang lại sức mạnh cho đòn đánh. Giống như đòn thọc (jab), bộ pháp tiến nửa bước có thể được kết hợp để gia tăng lực đánh. Việc thu tay về sau cú đánh có thể được dùng để ngăn chặn một cú đấm thọc phản đòn của đối thủ, hoặc để bồi thêm một cú đấm móc. Cú đấm số 2 còn được gọi là "Straight" (đấm thẳng/đấm rướn) hoặc "Right" (tay phải) nếu nó đánh vòng cùng thời điểm với cú đấm thọc (jab) của đối phương. Trong môn quyền Anh linh hoạt chuyển đổi kết hợp đòn với các dạng như đánh đổi tay (trái, phải), tư thế đứng tấn (thế thủ căn bản, thế thủ trái tay), bộ pháp (tiến, lùi, xoay vòng), lực đánh, tốc độ đánh, tung ra liên tiếp và nhanh chóng để tạo thành các tổ hợp đòn, hay "combo". Phổ biến nhất là kết hợp đấm thọc và đấm thẳng, được đặt biệt danh là chuỗi đòn kết hợp "1–2", tức đòn số 1 và số 2 hoán đổi liên hoàn với nhau. Đây thường là một sự kết hợp hiệu quả, bởi vì cú đấm thọc giúp che tầm nhìn của đối phương tới tay sau (tay dấu đòn), để nhá đòn (đòn gió) làm phân tâm đối thủ và thăm dò khoảng cách để giúp cho việc tung đòn dứt điểm bằng tay sau có lực và thuận đòn hơn.